# Frontinella huachuca
Frontinella huachuca är en spindelart som beskrevs av Willis J. Gertsch och Davis 1946. Frontinella huachuca ingår i släktet Frontinella och familjen täckvävarspindlar. Utöver nominatformen finns också underarten F. h. benevola.